# Тартан (судно)

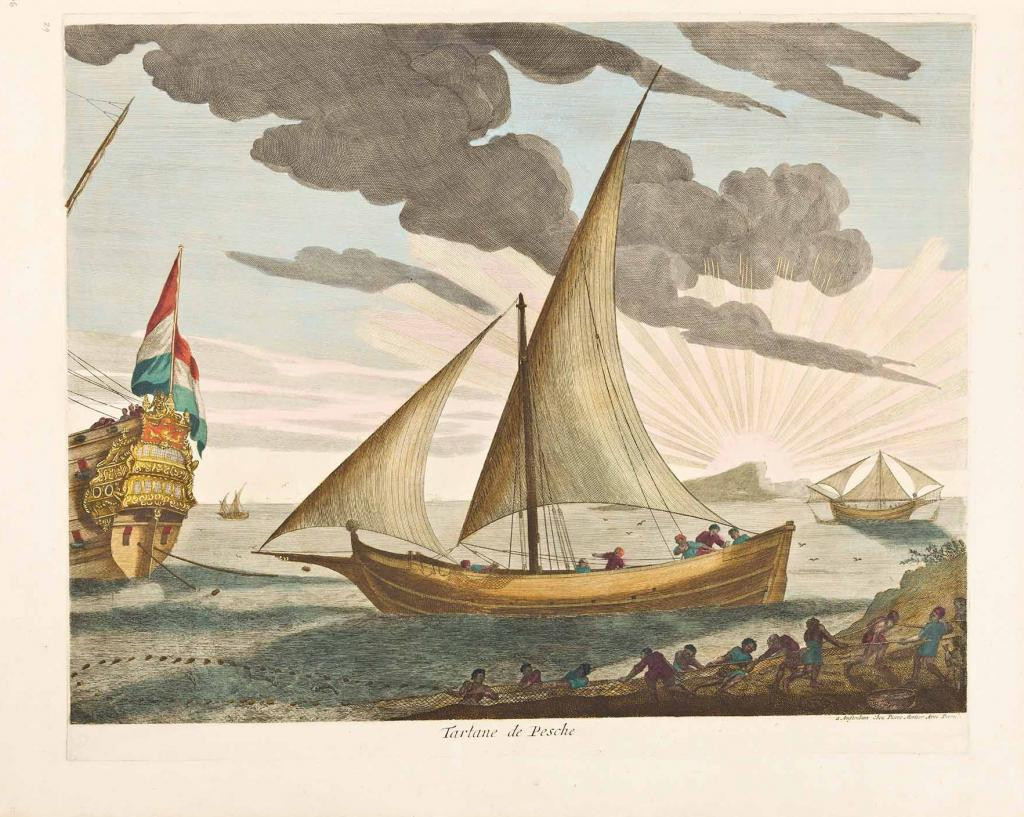
Тартан. Ілюстрація з атласу «Le Neptune François Ou Atlas Nouveau Des Cartes Marines: Levées Et Gravées Par Ordre Exprés Du Roy. Pour L'Usage De Ses Armées De Mer», 1693

Тарта́н, тарта́на (фр. tartane) — судно XVI ст., переважно в Провансі, однопалубне, з трьома невеликими щоглами. У Росії тартани запроваджені Петром I.